# D800iDS
FOMA D800iDS（フォーマ・ディー はち まる まる アイ ディー エス）は、三菱電機によって開発された、NTTドコモの第三世代携帯電話 (FOMA) 端末製品である。

## 概要
2005年9月28日に発表された、2画面ユニバーサルデザイン携帯電話試作機が原型である。試作モデルも三菱電機との共同開発で、3つしかボタンがない特徴、タッチパネルなどの特徴を既に備えていた。その年の10月、CEATEC JAPAN 2005に展示された。最大の特徴として、液晶を上下に2画面備え、下の画面はタッチパネルで操作する事が出来、文字入力もできる。また、2画面を使ったiアプリの利用も出来る。外部入力スイッチも接続可能。
2008年3月3日に三菱電機が携帯電話事業からの撤退を発表したため、この機種が三菱電機製の最後の折りたたみ式携帯になった。なお、本機はグッドデザイン賞の2007年度ユニバーサルデザイン賞を受賞している。
| 主な対応サービス           | 主な対応サービス                    | 主な対応サービス         | 主な対応サービス             |
| -------------------------- | ----------------------------------- | ------------------------ | ---------------------------- |
| DCMX／おサイフケータイ     | うた・ホーダイ                      | 着うたフル／着うた       | デジタルオーディオプレーヤー |
| 直感ゲーム／メガiアプリ    | Music&Videoチャネル／ビデオクリップ | 3Gローミング             | プッシュトーク               |
| FOMAハイスピード           | GPS／ケータイお探し                 | デコメール／デコメ絵文字 | iチャネル                    |
| 着もじ                     | テレビ電話／キャラ電                | 電話帳お預かりサービス   | フルブラウザ                 |
| おまかせロック／バイオ認証 | 外部メモリーへiモードコンテンツ移行 | トルカ                   | iC通信                       |
| きせかえツール／マチキャラ | バーコードリーダ／名刺リーダ        | 2in1                     | エリアメール                 |

## 歴史
- 2006年11月28日：技術基準適合証明 (TELEC) 通過
- 2006年12月1日：電気通信端末機器審査協会 (JATE) 通過
- 2007年1月16日: D703i・F703i・N703iD・P703i・SH703i・SO703i・N703iμ・P703iμ・SO903iTV・D800iDSの開発発表。
- 2007年2月9日：発売